# Jake Burton Carpenter
Jake Burton Carpenter (New York, 29 aprile 1954 – Zurigo, 20 novembre 2019) è stato uno snowboarder e imprenditore statunitense, fondatore della Burton Snowboards.

## Biografia
Crebbe a Cedarhurst, nello stato di New York, e iniziò le superiori a North Andover, Massachusetts, per poi diplomarsi alla Marvelwood School vicino a Kent, Connecticut. Studiò all'Università del Colorado a Boulder, dove si unì alla sua squadra di sciatori, essendo anche lui un appassionato di questo sport. Purtroppo per lui, la sua carriera di sciatore finì a causa di un incidente d'auto. Dopo aver abbandonato gli studi riprese dopo diversi anni alla New York University, dove si laureò in Economia.
Dopo aver finito di studiare, Carpenter si interessò nuovamente agli sport invernali. Fu in questo periodo che, lavorando in un capannone a Londonderry, nel Vermont, iniziò a perfezionare un modello di Snurfer per far sì che il suo utilizzatore avesse un maggiore controllo della tavola. Cominciò quindi a vendere le sue tavole e fondò la Burton Snowboards. Carpenter è stato proprietario della compagnia fino al giorno del suo decesso. La stessa compagnia ha raggiunto il primato di più grande casa produttrice di snowboard e di equipaggiamento da snowboard al mondo. 
Muore il 20 novembre 2019 all'età di 65 anni a causa di un cancro ricorrente ai testicoli. Burton in precedenza aveva anche sofferto della Sindrome di Miller Fisher, malattia autoimmune considerata una variante della Guillain-Barré.